# 6398 Timhunter
6398 Timhunter è un asteroide della fascia principale. Scoperto nel 1991, presenta un'orbita caratterizzata da un semiasse maggiore pari a 2,3428148 UA e da un'eccentricità di 0,2235791, inclinata di 23,88752° rispetto all'eclittica.
Fa parte della famiglia di asteroidi Focea.